# Высокое (Крым)
Высо́кое (до 1945 года Керменчи́к; укр. Високе, крымскотат. Kermençik, Керменчик) — село в Бахчисарайском районе Республики Крым, в составе Куйбышевского сельского поселения (согласно административно-территориальному делению Украины — Куйбышевского поселкового совета Бахчисарайского района Автономной Республики Крым).

## Современное состояние
Высокое занимает площадь 103,1 гектара, на которой в 128 дворах, по данным сельсовета, на 2009 год, числилось 178 жителей, в селе 3 улицы и 1 переулок. Имеются клуб и фельдшерско-акушерский пункт, работает база отдыха Керменчик.
Село связано автобусным сообщением с Бахчисараем.

## Население
| 2001 | 2014 |
| ---- | ---- |
| 202  | ↘151 |

Всеукраинская перепись 2001 года показала следующее распределение по носителям языка:
| Язык             | Число жит. | Процент |
| ---------------- | ---------- | ------- |
| русский          | 120        | 59,41   |
| крымскотатарский | 62         | 30,69   |
| украинский       | 19         | 9,41    |

### Динамика численности
| - 1805 год — 280 чел. - 1864 год — 764 чел - 1886 год — 759 чел. - 1889 год — 950 чел. - 1892 год — 1312 чел. - 1897 год — 1145 чел. - 1902 год — 1636 чел. - 1915 год — 1350/50 чел. | - 1926 год — 850 чел. - 1939 год — 636 чел. - 1944 год — 640 чел. - 1989 год — 236 чел. - 2001 год — 202 чел. - 2009 год — 178 чел. - 2014 год — 151 чел. |

## География
Высокое расположено практически в центре района, на водоразделе рек Бельбек, и Кача, у истоков левого притока последней — речки Кечит-Су, в средней части Второй Гряды Крымских гор, у подножия горы Крепость (669 м), на высоте 472 метра над уровнем моря. Расстояние до центральной усадьбы в пгт Куйбышево (оно же ближайший населённый пункт) 10 километров, до райцентра около 29 км; ближайшая железнодорожная станция — Сирень в 21 километре. Раньше из села, по долине Хору, вела на север просёлочная дорога через Лаки, Шуры на Бахчисарай, и, далее, по межгорью Второй гряды, в район Симферополя. Но, с постройкой асфальтированного шоссе до Куйбышево, старая дорога используется только для местных нужд. Транспортное сообщение осуществляется по региональной автодороге 35Н-046 Куйбышево — Высокое от шоссе 35К-020 Бахчисарай — Ялта (по украинской классификации — С-0-10208)

## Название
Историческое название села Керменчик в переводе с крымскотатарского означает «крепостца», «маленькая крепость» (крымскотат. kermen — крепость, -çik — аффикс, образующий уменьшительную форму). Дано оно было по остаткам небольшой крепости времён княжества Феодоро на горе Крепость на окраине села.
Исторически части поселения, расположенные выше и ниже по долине ручья Кечит-Су, являлись отдельными кварталами (маале) и назывались Юхары-Керменчик, (Верхний Керменчик) и Ашагы-Керменчик (Ашага-Керменчик, Нижний Керменчик) соответственно (крымскотат. юкъары — верхний, ашагъы — нижний). В Высокое в 1945 году переименовали Верхний, или Юхары Керменчик. В XIX веке в большинстве статистических документов фигурирует одна деревня Керменчик и только в материалах Всесоюзной переписи 17 декабря 1926 года официально «утверждены» Верхний и Нижний Керменчик как два отдельных села.

## История

### Средневековье и Крымское ханство
По выводам историка Веймарна, поселение на месте Высокого существовало уже в X веке. В средние века на горе Крепость, в полукилометре от села, было расположено укрепление Керменчик, возведённое в XIII веке и просуществовавшее до турецкого завоевания в 1475 году. Оно имело размеры примерно 150 на 50 метров, окружено стеной длиной 230 метров, высотой свыше 4 метров и шириной 1,5—1,7 метров. Крепость располагалась у стратегически важном пути, ведущем к Мангупу, также служило для укрытия местного населения в случае опасности. Население же посада было довольно многочисленным (самая ранняя греческая надгробная надпись, найденная на окраине села, датируется 1340—1360 годом). Исследователь Бертье-Делагард описал остатки 11 средневековых церквей у села (с существовавшими, при некоторых, ещё в XIX веке кладбищами). 
В окрестностях Керменчика и теперь известны развалины одиннадцати церквей; девяти сохранились и названия: Троицы, Космы и Дамиана, Феодора Тирона, Феодора Стратилата, Успения Богородицы, Евфимия, Иоанна Предтечи и Максима. Конечно, все это маленькие церковки, от которых большею частью сохранились только едва приметные развалины; но все же я не знаю в Крыму нигде ничего даже и близко подобного!
 и оставил краткое описание церкви Святой Троицы, располагавшейся в центре средневекового села 
Построена она очень хорошо, из крупного штучного камня, в три корабля, когда-то перекрытых сводами и даже маленькими куполами; корабли разделялись двумя рядами восьмигранных колонн, из коих одна еще стоит на месте.
 Самая ранняя зафиксированная надпись, на стене церкви Св. Троицы (построенной в XII веке), с именем Патрикия, относилась к 1310 году, также одно надгробие из церкви Святых Косьмы и Дамиана и две надгробные стелы XIV—XV веков из церкви св. Иоанна Предтечи. Остатки церкви Св. Троицы были окончательно разрушены в 1928 году.
Документально деревня впервые упоминается в материалах османской переписи 1520 года, согласно которой, в Кирманчике числилось 8 христианских семей, подданных Османской империи, и неизвестное количество мусульман, которые были подданными хана и в переписи не учтены. Перепись 1542 года зафиксировала всего 3 немусльманских семьи, и также не учитывались мусульмане. Встречается Керменджик и в джизйе дефтера Лива-и Кефе (Османских налоговых ведомостях) 1634 года. Тогда, в начале — середине XVII века, вследствие более высоких, чем в Крымском ханстве налогов, а также из-за участившихся набегов донских казаков, христианское население Кефинского санджака массово переселялось во внутренние районы полуострова, на земли Крымского ханства (есть мнение, что греческая община Керменчика сформирована именно этими беженцами). Согласно вышеупомянутому джизйе, в 1634 году в деревне числилось 60 дворов иноверцев, из них недавно переселившихся — 40. Переселялись из следующих сёл: из Мангуба — 2 двора, из Алушты, Бахадыр, Кучук-Мускомйа и неопознанных Папа и Папа Никола — по 1 двору, из Байдар — 2, Симеиза, Саватки и Ай-Йорги — по 3 двора, из Отара — 4 двора, Сурена — 5 дворов и Мисхора — 8. Кроме того, из Керменчика по ханству также выезжали христиане: 1 семья в Качи-Калйан и 3 — в Шуры.
В джизйе дефтера Лива-и Кефе 1652 года указаны имена и фамилии 37 домовладельцев, обозначенных как райа падишаха земля хана, то есть подданные султана-иноверцы, постоянно проживавшие в ханстве. В «Османском реестре земельных владений Южного Крыма 1680-х годов» перечисленны участки земли в селении, принадлежащие жителям Гаври и Айо Йорги. «Повелительным актом» Шагин-Гирея 1775 года селение было включено в Крымское ханство в состав
Бакчи-сарайского каймаканства Мангупскаго кадылыка.
18 сентября 1778 года, согласно «Ведомости о выведенных из Крыма в Приазовье христианах» А. В. Суворова, из двух частей (маале) Керменчика выехало 12 христианских священников и 465 «штатских» греков (по ведомости митрополита Игнатия из Керменчика было выведено 80 семей. Выходцы из села основали на новом месте, вместе с бывшими соседями по Крыму — из деревень Шурю, Албат, Бия-Сала, Улу-Сала — всего 195 семей (971 чел.) — в 1779 году село Старый Керменчик (ныне Старомлиновка Донецкой области Украины).
В последние годы существования ханства Керменчик административно входил, согласно Камеральному Описанию Крыма 1783 года, в Муфтия Апралык кадылык Бахчисарайского каймаканства. По ведомости генерал-поручика О. А. Игельстрома от 14 декабря 1783 года в деревне, после выселения греков, осталось 43 разорённых дома и 23 целых и имеется 1 целая церковь; по другому регистру ведомости пустовал 81 двор.

### Россия и новое время
После присоединения Крыма к России (8) 19 апреля 1783 года, (8) 19 февраля 1784 года, именным указом Екатерины II сенату, на территории бывшего Крымского Ханства была образована Таврическая область и деревня была приписана к Симферопольскому уезду. После Павловских реформ, с 1796 по 1802 год, входила в Акмечетский уезд Новороссийской губернии. В 1796 году земли деревни выделили греческим офицерам из отряда Мавромихали, вывезенных в Крым Алексеем Орловым после Первой Архипелагской экспедиции. По новому административному делению, после создания 8 (20) октября 1802 года Таврической губернии, Керменчик был включён в состав Алуштинской волости Симферопольского уезда.
По Ведомости о всех селениях в Симферопольском уезде состоящих с показанием в которой волости сколько числом дворов и душ… от 9 октября 1805 года, в одной деревне Керменчик, в 52 дворах проживало 280 человек, исключительно крымских татаре. На военно-топографической карте генерал-майора Мухина 1817 года Керменчик тоже один, но дворов обозначено 89. После реформы волостного деления 1829 года Керменчик, согласно «Ведомости о казённых волостях Таврической губернии 1829 года», отнесли к Узенбашской волости (переименованной из Махульдурской).
Именным указом Николая I от 23 марта(по старому стилю) 1838 года, 15 апреля был образован новый Ялтинский уезд и деревню передали в состав Богатырской волости. На карте 1836 года впервые появляются 2 Керменчика, при этом в Юхары Керменчике — 98 дворов и мечеть, как и на карте 1842 года.
В 1860-х годах, после земской реформы Александра II, деревня осталась в составе преобразованной Богатырской волости. Согласно «Списку населённых мест Таврической губернии по сведениям 1864 года», составленному по результатам VIII ревизии 1864 года, Керменчик — казённая татарская и греческая деревня, со 117 дворами, 764 жителями, мечетью и православной церковью у подошвы годы Кермен-Баир, с примечанием, что на военно-топографической карте состоит из 2 участков: Ашага и Юхары Керменчик. На трёхверстовой карте Шуберта 1865—1876 года в Юкари Керменчике обозначено 100 дворов. На 1886 год в деревне Керменчик при урочище Кермен-Кале, согласно справочнику «Волости и важнѣйшія селенія Европейской Россіи», проживало 759 человека в 139 домохозяйствах, действовали 4 мечети и школа. Результаты Х ревизии 1887 года собраны в «Памятной книге Таврической губернии 1889 года» , в которой в Керменчике записано в общем 950 жителей в 195 двораов (верстовая карта 1890 года содержит несколько иные данные — 230 татарских дворов в Верхнем Керменчике).
После земской реформы 1890-х годов деревня осталась в составе Богатырской волости.
Согласно «…Памятной книжке Таврической губернии на 1892 год», в одной деревне Керменчик, входившей в Стильское сельское общество, было 1312 жителей в 215 домохозяйствах, владевших 507 десятинами и 995 кв. саженью собственной земли. По переписи 1897 года в Керменчике насчитывалось 1145 жителей, из них мусульман, то есть крымских татар — 1003. По «…Памятной книжке Таврической губернии на 1902 год» в деревне числилось 1636 жителей в 137 дворах, владевших 507 десятинами в личном владении отдельно каждого домохозяина под фруктовым садом, сенокосами и пашнями. На 1902 год в деревне работал фельдшер. В путеводителе 1902 года А. Я. Безчинского в Верхнем Керменчике отмечалось свыше 250 дворов с татарским населением, церковь. Косьмы и Дамиана и развалины одиннадцати церквей в окрестностях. На 1914 год в селении действовала земская школа. По Статистическому справочнику Таврической губернии. Ч.II-я. Статистический очерк, выпуск шестой Симферопольский уезд, 1915 год, в деревне Керменчик Ашага и Юхары Богатырской волости Ялтинского уезда числилось 255 дворов со смешанным населением в количестве 1350 человек приписных жителей и 50 — «посторонних». 220 хозяйств владели собственной землёй в размере 2337 десятин и 35 дворов — безземельные. В хозяйствах имелось 200 лошадей, 80 волов, 150 коров и 2500 голов мелкого скота; также числилось имение князя Ф. Ф. Юсупова-Сумарокова. На 1917 год в селении действовал фельдшерский пункт.

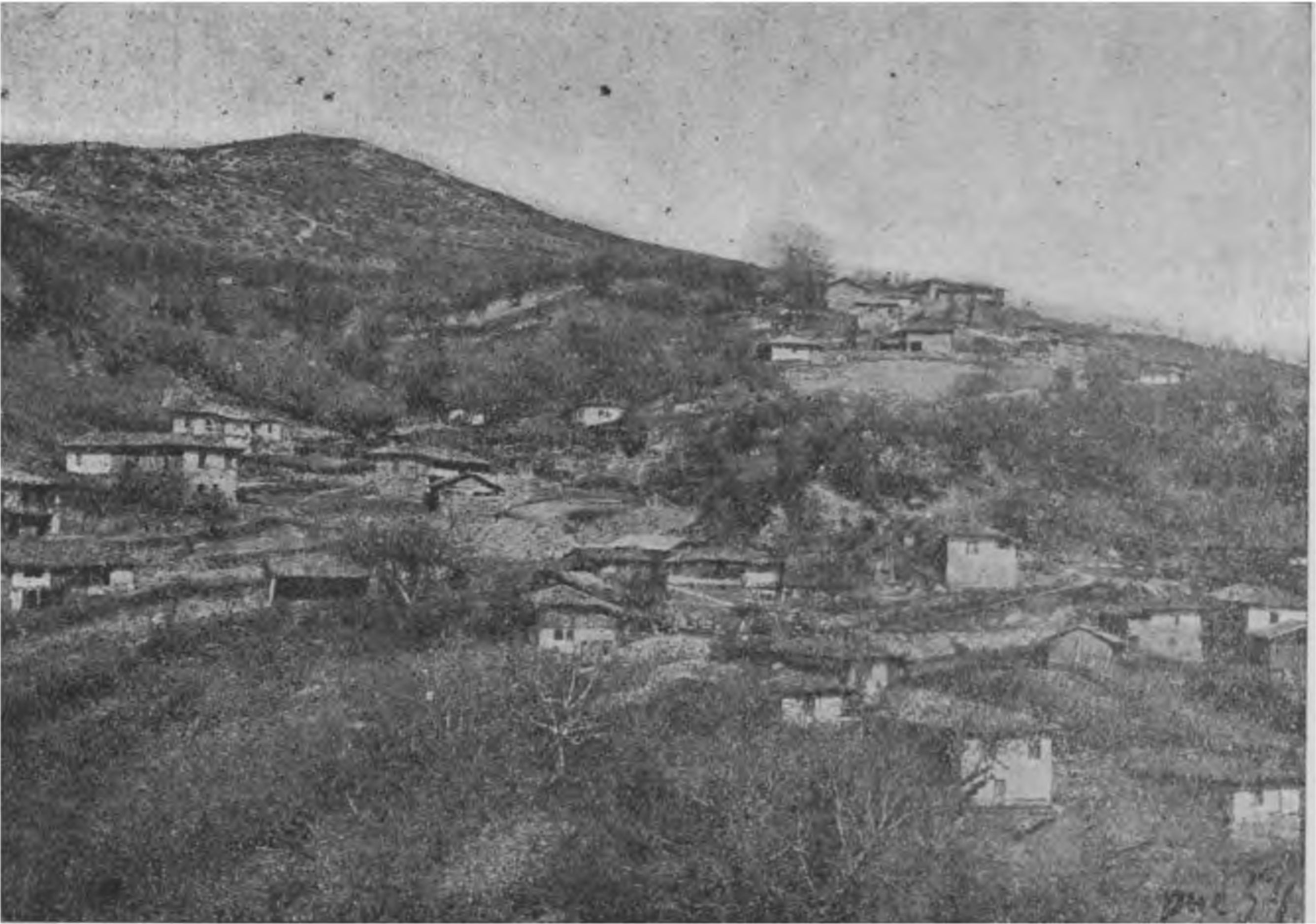
Керменчик, 1924 год.

После установления в Крыму Советской власти, по постановлению Крымревкома от 8 января 1921 года была упразднена волостная система и село вошло в состав Коккозского района Ялтинского уезда (округа). Постановлением Крымского ЦИК и Совнаркома от 4 апреля 1922 года Коккозский район был выделен из Ялтинского округа и сёла переданы в состав Бахчисарайского района Симферопольского округа. 11 октября 1923 года, согласно постановлению ВЦИК, в административное деление Крымской АССР были внесены изменения, в результате которых округа (уезды) были ликвидированы, Бахчисарайский район стал самостоятельной единицей и село включили в его состав. Согласно Списку населённых пунктов Крымской АССР по Всесоюзной переписи 17 декабря 1926 года, в селе Керменчик Верхний, центре Керменчикского сельсовета Бахчисарайского района, имелось 204 двора, из них 176 крестьянских, население составляло 850 человек (420 мужчин и 430 женщин), все татары, действовала татарская школа. В 1935 году был создан новый Фотисальский район, в том же году (по просьбе жителей), переименованный Куйбышевский, которому переподчинили и Верхний Керменчик.
После освобождения Крыма от фашистов, согласно Постановлению ГКО № 5859 от 11 мая 1944 года, 18 мая крымские татары были депортированы в Среднюю Азию. На май того года в Верхнем Керменчике учтено 640 жителей (101 семья), из них 635 человек крымских татар и 5 русских; было принято на учёт 150 домов спецпереселенцев. 12 августа 1944 года было принято постановление № ГОКО-6372с «О переселении колхозников в районы Крыма», по которому в район из сёл УССР планировалось переселить 9000 колхозников и в сентябре 1944 года в район приехали первые новоселы (2349 семей) из различных областей Украины, а в начале 1950-х годов, также с Украины, последовала вторая волна переселенцев. С 25 июня 1946 года в составе Крымской области РСФСР. Согласно указу Президиума Верховного Совета РСФСР 21 августа 1945 года село Верхний Керменчик было переименовано в Высокое, а Верхне-Керменчикский сельсовет в Высоковский. С 25 июня 1946 года Высокое в составе Крымской области РСФСР, а 26 апреля 1954 года Крымская область была передана из состава РСФСР в состав УССР. На 15 июня 1960 года село ещё числилось центром сельсовета. В 1962 году, указом Президиума Верховного Совета УССР «Об укрупнении сельских районов Крымской области», от 30 декабря 1962 года, Куйбышевский район, в который входило село, присоединили к Бахчисарайскому. К 1968 году сельсовет упразднили и Высокое переподчинили Куйбышевскому поссовету. С 12 февраля 1991 года село в восстановленной Крымской АССР, 26 февраля 1992 года переименованной в Автономную Республику Крым. С 21 марта 2014 года в составе Крыма аннексировано Россией.